# Вавилон-5: Легенда про Рейнджерів: Життя і смерть у світлі зірок
«Вавилон-5: Легенда про Рейнджерів: Життя і смерть у світлі зірок» (Babylon 5: The Legend of the Rangers (To Live and Die in Starlight)) — п'ятий повнометражний кінофільм зі всесвіту «Вавилон-5» (не рахуючи пілотної серії). Прем'єра відбулася 19 січня 2002 року на каналі Sci Fi Channel. Джозеф Майкл Стражинськи планував створити дочірній серіал, заснований на фільмі. Низькі рейтинги пілотного фільму розчарували власників телемережі, і зацікавлення до «Легенди про Рейнджерів» зникло.

## Зміст
Після закінчення Війни Тіней, сотні цивілізацій занепали. Завдання Міжзоряного Альянсу — з допомогою Рейнджерів відбудувати знищене та підтримати мир між планетами Альянсу.
В 2265 році рейнджер Девід Мартел здійснив найбільший нечуваний за всю історію Рейнджерів вчинок — він відступив замість того, щоб боротися до кінця (це неминуче призвело б до загибелі екіпажу). Завдяки втручанню Г'Кара замість покарання Мартелу видали власний корабель — двадцятилітній патрульний катер під назвою «Ліандра». При цьому рейнджера не попередили, що в корабля похмура репутація — його попередній екіпаж загинув після аварії, і за чутками, залишився на кораблі як привиди.
Завдання Мартела — супроводжувати найновіший крейсер класу «Вален», який доставляє кількох дипломатів, рахуючи Г'Кара, до місця зустрічі. Мета зустрічі — обговорити дивні знахідки на одній з планет: під землею було знайдено величезне місто, побудоване тисячі років тому. Обидва кораблі потрапляють в засаду слуг невідомої древньої раси чи таємної організації під назвою Рука. Ця раса володіє смертоносною силою, котра багаторазово перевищує будь-яку відому на той час.
Капітан серйозно пошкодженого «Валена» (кораблю не вдалося здійснити жодного пострілу через диверсію на борту) відправляє дипломатів на «Ліандру». Крейсер рушає на таран ворожого корабля, надаючи шанс «Ліандрі» завершити завдання. Незважаючи на цю жертву, капітану Мартелу треба вирішити майже нездійсненне завдання — дістатися до зони переходу, бо шлях перекривають два потужних кораблі противника, з якими не змагатися застарілому катеру Мартела. Його завдання ускладнюється присутністю на борту кількох десятків розгніваних дипломатів та невідомого диверсанта. Становище іще більше погіршується, коли його перший помічник Дуланн починає бачити привиди попереднього екіпажу «Ліандри».
Душі попереднього екіпажу повідомляють Дуланну, що їх зрадив хтось із своїх, тому вони загинули — їм не вистачило кисню. На даний момент душі відчули цілком аналогічну ситуацію — команду зрадив хтось із присутніх на борту. Привиди загиблих рейнджерів допомагають команді «Ліандри» впоратися зі зрадником на борту — одним з дипломатів, міністром Кафтою. По тому екіпажу «Ліандри» вдається неймовірне — знищити противника та пройти через зону гіперпереходу додому.